# A Ferencvárosi TC 1939–1940-es szezonja
A Ferencvárosi TC 1939–1940-es szezonja szócikk a Ferencvárosi TC első számú férfi labdarúgócsapatának egy szezonjáról szól, mely összességében és sorozatban is a 37. idénye volt a csapatnak a magyar első osztályban. A klub fennállásának ekkor volt a 41. évfordulója.

## Mérkőzések
| Színmagyarázat | Színmagyarázat |
| -------------- | -------------- |
|                | Győzelem.      |
|                | Döntetlen.     |
|                | Vereség.       |

### Közép-európai kupa
1. forduló
| 1940. június 19. |

| Slavija Sarajevo          | 3 – 0               | Ferencváros |
| ------------------------- | ------------------- | ----------- |
| Šalipur 9' Rajlić 36' 65' | (2 – 0) Jegyzőkönyv |             |

| Slavija Stadion, Szarajevó Nézőszám: 8 000 |

| 1940. június 23. 17:30 |

| Ferencváros                                                                 | 11 – 1              | Slavija Sarajevo |
| --------------------------------------------------------------------------- | ------------------- | ---------------- |
| Sárosi I 5' 54' 57' 77' 80' Kiss 21' Finta 24' 30' Gyetvai 36' Bíró 63' 83' | (5 – 0) Jegyzőkönyv | Bebetić 72'      |

| Üllői út, Budapest Nézőszám: 11 000 |

Elődöntő
| 1940. június 29. 17:30 |

| BSK          | 1 – 0               | Ferencváros |
| ------------ | ------------------- | ----------- |
| Glišović 32' | (1 – 0) Jegyzőkönyv |             |

| Belgrád Nézőszám: 10 000 |

| 1940. július 7. |

| Ferencváros            | 2 – 0               | BSK |
| ---------------------- | ------------------- | --- |
| Sárosi I 65' Lázár 72' | (0 – 0) Jegyzőkönyv |     |

| Üllői út, Budapest Nézőszám: 12 000 |

- A döntőt végül nem játszották le.

### NB 1 1939–40

#### Őszi fordulók
| 1. forduló 1939. szeptember 3. |

| Szolnoki MÁV | 2 – 3               | Ferencváros        |
| ------------ | ------------------- | ------------------ |
|              | (0 – 1) Jegyzőkönyv | Sárosi I ög' Jakab |

| Szolnok Nézőszám: 4 000 Játékvezető: Tihaméry (magyar) |

| 2. forduló 1939. szeptember 10. |

| Törekvés SE | 2 – 4               | Ferencváros         |
| ----------- | ------------------- | ------------------- |
|             | (0 – 3) Jegyzőkönyv | Kiszely ög' Gyetvai |

| Budapest |

| 3. forduló 1939. szeptember 17. |

| Szeged FC | 1 – 5               | Ferencváros                 |
| --------- | ------------------- | --------------------------- |
|           | (1 – 0) Jegyzőkönyv | Kiszely Sárosi III Sárosi I |

| Szeged |

| 4. forduló 1939. október 8. |

| Ferencváros | 1 – 0               | Nemzeti FC |
| ----------- | ------------------- | ---------- |
| Pósa        | (1 – 0) Jegyzőkönyv |            |

| Üllői út, Budapest |

| 5. forduló 1939. október 15. |

| Ferencváros           | 3 – 4       | Taxisok |
| --------------------- | ----------- | ------- |
| Sárosi I Gyetvai Pósa | Jegyzőkönyv |         |

| Üllői út, Budapest |

| 6. forduló 1939. október 29. |

| Ferencváros                      | 4 – 1               | Haladás |
| -------------------------------- | ------------------- | ------- |
| Sárosi I Kiszely Horváth Berényi | (1 – 1) Jegyzőkönyv |         |

| Üllői út, Budapest |

| 7. forduló 1939. november 1. |

| Ferencváros           | 8 – 1               | Kassai AC |
| --------------------- | ------------------- | --------- |
| Kiszely Pósa Sárosi I | (3 – 0) Jegyzőkönyv |           |

| Üllői út, Budapest |

| 8. forduló 1939. november 5. |

| Bocskai FC | 4 – 3               | Ferencváros |
| ---------- | ------------------- | ----------- |
|            | (2 – 1) Jegyzőkönyv | Sárosi I    |

| Debrecen |

| 9. forduló 1939. november 19. |

| Ferencváros   | 3 – 1               | Elektromos FC |
| ------------- | ------------------- | ------------- |
| Jakab Kiszely | (1 – 1) Jegyzőkönyv |               |

| Üllői út, Budapest |

| 10. forduló 1939. november 26. |

| Kispest | 2 – 1               | Ferencváros |
| ------- | ------------------- | ----------- |
|         | (1 – 1) Jegyzőkönyv | Gyetvai     |

| Budapest Nézőszám: 12 000 Játékvezető: Vass Antal (magyar) |

| 11. forduló 1939. december 3. |

| Ferencváros | 0 – 3               | Hungária |
| ----------- | ------------------- | -------- |
|             | (0 – 1) Jegyzőkönyv |          |

| Üllői út, Budapest |

| 12. forduló 1939. december 10. |

| Gamma FC | 1 – 3               | Ferencváros |
| -------- | ------------------- | ----------- |
|          | (1 – 1) Jegyzőkönyv | Sárosi I    |

| Budapest |

| 13. forduló 1939. december 17. |

| Ferencváros | 0 – 1               | Újpest |
| ----------- | ------------------- | ------ |
|             | (0 – 1) Jegyzőkönyv |        |

| Üllői út, Budapest Nézőszám: 6 000 Játékvezető: Podubszky (magyar) |

#### Tavaszi fordulók
| 14. forduló 1940. február 25. |

| Ferencváros             | 4 – 1               | Szeged FC |
| ----------------------- | ------------------- | --------- |
| Sárosi I Kiszely Tátrai | (0 – 1) Jegyzőkönyv |           |

| Budapest Nézőszám: 6 000 Játékvezető: Rubint (magyar) |

| 15. forduló 1940. március 3. |

| Haladás | 1 – 4               | Ferencváros            |
| ------- | ------------------- | ---------------------- |
|         | (0 – 1) Jegyzőkönyv | Jakab Kiszely Sárosi I |

| Rohonci úti stadion, Szombathely |

| 16. forduló 1940. március 10. |

| Ferencváros | 1 – 0               | Szolnoki MÁV |
| ----------- | ------------------- | ------------ |
| Sárosi III  | (1 – 0) Jegyzőkönyv |              |

| Üllői út, Budapest Nézőszám: 5 000 Játékvezető: Majorszky Ferenc (magyar) |

| 17. forduló 1940. március 17. |

| Újpest | 4 – 1               | Ferencváros |
| ------ | ------------------- | ----------- |
|        | (1 – 1) Jegyzőkönyv | Suhai       |

| Megyeri út, Újpest |

| 18. forduló 1940. április 14. |

| Hungária | 0 – 2               | Ferencváros   |
| -------- | ------------------- | ------------- |
|          | (0 – 1) Jegyzőkönyv | Finta Gyetvai |

| Hungária körút, Budapest Nézőszám: 22 000 Játékvezető: Égner Kálmán (magyar) |

| 19. forduló 1940. április 21. |

| Ferencváros         | 5 – 1               | Kispest |
| ------------------- | ------------------- | ------- |
| Gyetvai Suhai Finta | (1 – 0) Jegyzőkönyv |         |

| Üllői út, Budapest Játékvezető: Antay János (magyar) |

| 20. forduló 1940. április 28. |

| Elektromos FC | 0 – 0               | Ferencváros |
| ------------- | ------------------- | ----------- |
|               | (0 – 0) Jegyzőkönyv |             |

| Budapest |

| 21. forduló 1940. május 5. |

| Ferencváros   | 3 – 0               | Gamma FC |
| ------------- | ------------------- | -------- |
| Finta Kiszely | (1 – 0) Jegyzőkönyv |          |

| Üllői út, Budapest |

| 22. forduló 1940. május 12. |

| Ferencváros                      | 5 – 0               | Bocskai FC |
| -------------------------------- | ------------------- | ---------- |
| Gyetvai Jakab Sárosi III Kiszely | (2 – 0) Jegyzőkönyv |            |

| Üllői út, Budapest |

| 23. forduló 1940. március 3. |

| Kassai AC | 0 – 1       | Ferencváros |
| --------- | ----------- | ----------- |
|           | Jegyzőkönyv | Kiszely     |

| Kassa |

| 24. forduló 1940. május 26. |

| Ferencváros                         | 6 – 0               | Törekvés SE |
| ----------------------------------- | ------------------- | ----------- |
| Sárosi I Kiszely Gyetvai Sárosi III | (2 – 0) Jegyzőkönyv |             |

| Üllői út, Budapest Nézőszám: 4 000 Játékvezető: Kékesi (magyar) |

| 25. forduló 1940. június 2. |

| Taxisok | 1 – 7               | Ferencváros                |
| ------- | ------------------- | -------------------------- |
|         | (1 – 1) Jegyzőkönyv | Sárosi I Pósa Kiszely Kiss |

| Sport utcai stadion, Budapest Nézőszám: 6 000 Játékvezető: Rubint (magyar) |

#### Végeredmény
| #  | Csapat               | J  | Gy | D | V  | Rg | Kg | Gk  | P  | Megjegyzés                         |  |
| -- | -------------------- | -- | -- | - | -- | -- | -- | --- | -- | ---------------------------------- |  |
| 1  | Ferencváros          | 26 | 19 | 1 | 6  | 77 | 31 | +46 | 39 | Bajnok, 1940-es közép-európai kupa |  |
| 2  | Hungária             | 26 | 17 | 5 | 4  | 66 | 32 | +34 | 39 | 1940-es közép-európai kupa         |  |
| 3  | Újpest               | 26 | 15 | 8 | 3  | 60 | 34 | +26 | 38 | 1940-es közép-európai kupa         |  |
| 4  | Szeged FC            | 26 | 15 | 5 | 6  | 56 | 42 | +14 | 35 |                                    |  |
| 5  | Kispest              | 26 | 14 | 5 | 7  | 70 | 41 | +29 | 33 |                                    |  |
| 6  | Törekvés SE          | 26 | 11 | 6 | 9  | 37 | 41 | -4  | 28 |                                    |  |
| 7  | Elektromos FC        | 26 | 11 | 5 | 10 | 48 | 48 | 0   | 27 |                                    |  |
| 8  | Gamma FC             | 26 | 11 | 4 | 11 | 48 | 49 | -1  | 26 |                                    |  |
| 9  | Szolnoki MÁV FC      | 26 | 9  | 5 | 12 | 37 | 46 | -9  | 23 |                                    |  |
| 10 | Bocskai FC           | 26 | 10 | 3 | 13 | 38 | 60 | -22 | 23 |                                    |  |
| 11 | Szombathelyi Haladás | 26 | 10 | 2 | 14 | 44 | 59 | -15 | 22 |                                    |  |
| 12 | Taxisok              | 26 | 5  | 4 | 17 | 36 | 75 | -39 | 14 | Kiestek az NB II-be                |  |
| 13 | Kassai AC            | 26 | 5  | 3 | 18 | 29 | 79 | -50 | 13 | Kiestek az NB II-be                |  |
| 14 | Nemzeti FC           | 26 | 2  | 0 | 24 | 15 | 24 | -9  | 4  | Visszalépett                       |  |

#### Eredmények összesítése
Az alábbi táblázatban összesítve szerepelnek a Ferencvárosi TC 1939/40-es bajnokságban elért eredményei.
| Ősz/tavasz (forduló)    | Otthon | Otthon | Otthon | Otthon | Otthon | Otthon | Otthon | Idegenben | Idegenben | Idegenben | Idegenben | Idegenben | Idegenben | Idegenben |
| Ősz/tavasz (forduló)    | M      | GY     | D      | V      | LG–KG  | GK     | P      | M         | GY        | D         | V         | LG–KG     | GK        | P         |
| ----------------------- | ------ | ------ | ------ | ------ | ------ | ------ | ------ | --------- | --------- | --------- | --------- | --------- | --------- | --------- |
| Őszi szezon (1–13.)     | 7      | 4      | 0      | 2      | 19–11  | +8     | 8      | 6         | 4         | 0         | 2         | 19–12     | +7        | 8         |
| Tavaszi szezon (14–26.) | 6      | 6      | 0      | 1      | 24–2   | +22    | 12     | 7         | 5         | 1         | 1         | 15–6      | +9        | 11        |
| Összesen (1–26.)        | 13     | 10     | 0      | 3      | 43–13  | +30    | 20     | 13        | 9         | 1         | 3         | 34–18     | +16       | 19        |

### Egyéb mérkőzések
| 1939. december 25. |

| Vojvodina | 2 – 8       | Ferencváros                 |
| --------- | ----------- | --------------------------- |
|           | Jegyzőkönyv | Sárosi I Sárosi III Kiszely |

| Újvidék |

| 1939. december 26. |

| Jugoszlavija | 0 – 8       | Ferencváros                  |
| ------------ | ----------- | ---------------------------- |
|              | Jegyzőkönyv | Kiszely Suhai Jakab Sárosi I |

| Újvidék |

| 1939. december 30. |

| Isztambul válogatott | 5 – 3       | Ferencváros              |
| -------------------- | ----------- | ------------------------ |
|                      | Jegyzőkönyv | Sárosi III Suhai Kiszely |

| Isztambul |

| 1939. december 31. |

| Isztambul B válogatott | 1 – 3       | Ferencváros    |
| ---------------------- | ----------- | -------------- |
|                        | Jegyzőkönyv | Sárosi I Jakab |

| Isztambul |

| 1940. január 1. |

| Isztambul válogatott | 2 – 2       | Ferencváros         |
| -------------------- | ----------- | ------------------- |
|                      | Jegyzőkönyv | Sárosi I Sárosi III |

| Isztambul |

| 1940. január 6. |

| Ankarai katonai válogatott | 4 – 6               | Ferencváros            |
| -------------------------- | ------------------- | ---------------------- |
|                            | (1 – 3) Jegyzőkönyv | Kiszely Sárosi I Lázár |

| Ankara |

| 1940. január 7. |

| Ankarai kerületi válogatott | 3 – 1               | Ferencváros |
| --------------------------- | ------------------- | ----------- |
|                             | (0 – 1) Jegyzőkönyv | Gyetvai     |

| Ankara |

| 1940. január 10. |

| Galatasaray | 1 – 1       | Ferencváros |
| ----------- | ----------- | ----------- |
|             | Jegyzőkönyv | Jakab       |

| Isztambul |

| 1940. január 13. |

| Dulcic | 0 – 4       | Ferencváros      |
| ------ | ----------- | ---------------- |
|        | Jegyzőkönyv | Kiszely Sárosi I |

| Újverbász |

| 1940. január 14. |

| ZSAK | 0 – 13      | Ferencváros                         |
| ---- | ----------- | ----------------------------------- |
|      | Jegyzőkönyv | Sárosi I Horváth Kiszely Sárosi III |

| Zombor |

| 1940. január 16. |

| Borac Banja Luka | 2 – 8       | Ferencváros                           |
| ---------------- | ----------- | ------------------------------------- |
|                  | Jegyzőkönyv | Sárosi I Gyetvai Kiszely Pósa Horváth |

| Nagybecskerek |

| 1940. március 19. |

| Građanski Zagreb | 5 – 1       | Ferencváros |
| ---------------- | ----------- | ----------- |
|                  | Jegyzőkönyv | Jakab       |

| Zágráb |

| 1940. március 24. |

| Ferencváros                   | 6 – 2       | Rapid Wien |
| ----------------------------- | ----------- | ---------- |
| Sárosi I Gyetvai Hámori Jakab | Jegyzőkönyv |            |

| Budapest |

| 1940. március 25. |

| Austria Wien | 4 – 2       | Ferencváros         |
| ------------ | ----------- | ------------------- |
|              | Jegyzőkönyv | Sárosi III Sárosi I |

| Bécs |

## Külső hivatkozások
- A csapat hivatalos honlapja (magyarul)
- Az 1939–1940-es szezon menetrendje a tempofradi.hu-n (magyarul)